# Indische Frauen-Cricket-Nationalmannschaft in England in der Saison 2025
Die Tour der indischen Frauen-Cricket-Nationalmannschaft in England in der Saison 2025 fand vom 28. Juni bis zum 22. Juli 2025 statt. Die internationale Cricket-Tour war Bestandteil der internationalen Cricket-Saison 2025 und umfasste drei WODIs und fünf WTwenty20s. Indien gewann die WODI-Serie mit 2–1 WTwenty20-Serie mit 3–2.

## Vorgeschichte
England bestritt zuvor eine Tour gegen den West Indies, für Indien war es die erste Tour der Saison. Das letzte Aufeinandertreffen der beiden Mannschaften bei einer Tour fand in der Saison 2023/24 in Indien statt.

## Stadion
Die folgenden Stadien wurden für die Tour vorgesehen.
| Stadion                     | Stadt             | Kapazität | Spiele  |
| --------------------------- | ----------------- | --------- | ------- |
| Edgbaston Cricket Ground    | Birmingham        | 24.803    | 5. WT20 |
| Bristol County Ground       | Bristol           | 17.500    | 2. WT20 |
| Riverside Ground            | Chester-le-Street | 17.000    | 3. WODI |
| The Oval                    | London            | 23.500    | 3. WT20 |
| Lord’s Cricket Ground       | London            | 30.000    | 2. WODI |
| Old Trafford Cricket Ground | Manchester        | 19.000    | 4. WT20 |
| Trent Bridge                | Nottingham        | 15.350    | 1. WT20 |
| Rose Bowl                   | Southampton       | 6.500     | 1. WODI |

## Kaderlisten
Indien benannte seine Kader am 15. Mai 2025.
England benannte seinen WTwenty20-Kader am 13. Juni 2025 und seinen WODI-Kader am 8. Juli 2025.
| WODI | WODI | WTwenty20 | WTwenty20 |
| England | Indien | England | Indien |
| --- | --- | --- | --- |
| - Natalie Sciver-Brunt (K) - Emily Arlott - Tammy Beaumont - Lauren Bell - Maia Bouchier - Alice Capsey - Kate Cross - Alice Davidson-Richards - Charlie Dean - Sophia Dunkley - Sophie Ecclestone - Lauren Filer - Amy Jones (wk) - Emma Lamb - Linsey Smith | - Harmanpreet Kaur (K) - Smriti Mandhana (VK) - Yastika Bhatia (wk) - Shree Charani - Harleen Deol - Kranti Goud - Richa Ghosh (wk) - Tejal Hasabnis - Amanjot Kaur - Sneh Rana - Pratika Rawal - Arundhati Reddy - Jemimah Rodrigues - Sayali Satghare - Deepti Sharma - Shuchi Upadhyay - Radha Yadav | - Natalie Sciver-Brunt (K) - Emily Arlott - Tammy Beaumont - Lauren Bell - Maia Bouchier - Alice Capsey - Charlie Dean - Sophia Dunkley - Sophie Ecclestone - Lauren Filler - Amy Jones (wk) - Paige Scholfield - Linsey Smith - Issy Wong - Danni Wyatt-Hodge | - Harmanpreet Kaur (K) - Smriti Mandhana (VK) - Yastika Bhatia (wk) - Shree Charani - Harleen Deol - Kranti Goud - Richa Ghosh (wk) - Amanjot Kaur - Sneh Rana - Arundhati Reddy - Jemimah Rodrigues - Sayali Satghare - Deepti Sharma - Shuchi Upadhyay - Shafali Verma - Radha Yadav |

## Tour Matches
| 24. Juni Scorecard | Beckenham | ECB Women’s Select XI 353-5 (50)          | – | Indien 335-9 (50) |
|                    |           | ECB Women’s Select XI gewinnt mit 18 Runs |   |                   |

| 25. Juni Scorecard | Beckenham | ECB Women’s Select XI 194-8 (20)         | – | Indien 188-8 (20) |
|                    |           | ECB Women’s Select XI gewinnt mit 6 Runs |   |                   |

## Women’s Twenty20 International

### Erstes WTwenty20 in Nottingham
| 28. Juni Scorecard | Nottingham | Indien 210-5 (20)          | – | England 113 (14.5) |
|                    |            | Indien gewinnt mit 97 Runs |   |                    |

England gewann den Münzwurf und entschied sich als Feldmannschaft zu beginnen. Als Spielerin des Spiels wurde Smriti Mandhana ausgezeichnet.

### Zweites WTwenty20 in Bristol
| 1. Juli Scorecard | Bristol | Indien 181-4 (20)          | – | England 157-7 (20) |
|                   |         | Indien gewinnt mit 24 Runs |   |                    |

England gewann den Münzwurf und entschied sich als Feldmannschaft zu beginnen. Als Spielerin des Spiels wurde Amanjot Kaur ausgezeichnet.

### Drittes WTwenty20 in London
| 4. Juli Scorecard | London (Oval) | England 171-9 (20)         | – | Indien 166-5 (20) |
|                   |               | England gewinnt mit 5 Runs |   |                   |

England gewann den Münzwurf und entschied sich als Schlagmannschaft zu beginnen. Als Spielerin des Spiels wurde Sophia Dunkley ausgezeichnet.

### Viertes WTwenty20 in Manchester
| 9. Juli Scorecard | Manchester | England 126-7 (20)           | – | Indien 127-4 (17) |
|                   |            | Indien gewinnt mit 6 Wickets |   |                   |

England gewann den Münzwurf und entschied sich als Schlagmannschaft zu beginnen. Als Spielerin des Spiels wurde Radha Yadav ausgezeichnet.

### Fünftes WTwenty20 in Birmingham
| 12. Juli Scorecard | Birmingham | Indien 167-7 (20)             | – | England 168-5 (20) |
|                    |            | England gewinnt mit 5 Wickets |   |                    |

England gewann den Münzwurf und entschied sich als Feldmannschaft zu beginnen. Als Spielerin des Spiels wurde Charlie Dean ausgezeichnet.

## Women’s One-Day Internationals

### Erstes WODI in Southampton
| 16. Juli Scorecard | Southampton | England 258-6 (50)           | – | Indien 262-6 (48.2) |
|                    |             | Indien gewinnt mit 4 Wickets |   |                     |

England gewann den Münzwurf und entschied sich als Schlagmannschaft zu beginnen. Als Spielerin des Spiels wurde Deepti Sharma ausgezeichnet.

### Zweites WODI in London
| 19. Juli Scorecard | London (Lord’s) | Indien 143-8 (29/29)                       | – | England 116-2 (21/24) |
|                    |                 | England gewinnt mit 8 Wickets (D/L method) |   |                       |

England gewann den Münzwurf und entschied sich als Feldmannschaft zu beginnen. Als Spielerin des Spiels wurde Sophie Ecclestone ausgezeichnet.

### Drittes WODI in Chester-le-Street
| 22. Juli Scorecard | Chester-le-Street | Indien 318-5 (50)          | – | England 305 (49.5) |
|                    |                   | Indien gewinnt mit 13 Runs |   |                    |

Indien gewann den Münzwurf und entschied sich als Schlagmannschaft zu beginnen. Als Spielerin des Spiels wurde Harmanpreet Kaur ausgezeichnet.

## Auszeichnungen

### Player of the Series
Als Player of the Series wurden der folgende Spieler ausgezeichnet.
| Serie | Player of the Series |
| ----- | -------------------- |
| WODI  | Harmanpreet Kaur     |
| WT20  | Shree Charani        |

### Player of the Match
Als Player of the Match wurden die folgenden Spielerinnen ausgezeichnet.
| Spiel   | Player of the Match |
| ------- | ------------------- |
| 1. WODI | Deepti Sharma       |
| 2. WODI | Sophie Ecclestone   |
| 3. WODI | Harmanpreet Kaur    |
| 1. WT20 | Smriti Mandhana     |
| 2. WT20 | Amanjot Kaur        |
| 3. WT20 | Sophia Dunkley      |
| 4. WT20 | Radha Yadav         |
| 5. WT20 | Charlie Dean        |